# 2349 Kurchenko
2349 Kurchenko (1970 OG) là một tiểu hành tinh vành đai chính được phát hiện ngày 30 tháng 7 năm 1970 bởi T. Smirnova ở Nauchnyj.